# Acerofobia
A acerofobia (do latim, accer, "afiado, azedo") acomete pessoas que sentem um medo incomum de produtos ácidos. Tal fobia leva a pessoa a evitar alimentos ácidos ou outros produtos.